# Run the World (Girls)
"Run the World (Girls)" é uma canção da cantora norte-americana Beyoncé, produzida pelo DJ superstar e produtor Afrojack, a música foi lançada  no dia 21 de Abril de 2011 como o primeiro single do seu quarto álbum de estúdio, 4.
"Run the World" contém fortemente amostras de "Pon de Floor" do Major Lazer, seguindo os mesmos gêneros de hip hop, dancehall, misturado com o estilo R&B e pop de Knowles. O título e a letra da canção compreendem uma mensagem assumidamente agressiva e promove o empoderamento feminino. "Run The World" inicialmente dividiu críticas, alguns elogiaram o sample da música, sua direção musical, e agressividade de Knowles, enquanto outros criticaram a continuação de temas do passado e afirmou que eles queriam ver Knowles mudando o conteúdo das pistas. Vários críticos compararam "Run the World" com  outros singles de Beyoncé com temas semelhantes, como "Independent Women" (2000) e "Single Ladies (Put a Ring on It)" (2008), entre outros, afirmando que "Run the World" tem uma abordagem mais direta e assertiva para o empoderamento feminino.

## Antecedentes
Em uma entrevista na estação de rádio The Capital FM Network no início de Março 2011, o produtor Shea Taylor confirmou que o "primeiro single vai estrear no final de Abril". "Run the World" foi escrita por The-Dream e Beyoncé que também produziu a música junto com Switch e Shea Taylor. Diplo também contribuiu para a produção da música, embora ele não seja creditado na faixa. No dia 14 de Abril de 2011, dois pequenos trechos da canção vazaram online.
Uma demo inacabada de "Run the World (Girls)" vazou online no dia 18 de Abril de 2011. "Run the World (Girls)" estreou nas rádios dos Estados Unidos no dia 21 de Abril de 2011 às 08:00 da manhã, e foi disponibilizado para download em todo o mundo no mesmo dia. De acordo com alguns relatos, o single vazou no iTunes gratuitamente algumas horas antes de seu lançamento oficial. Foi brevemente disponível para download gratuito através do serviço podcasting. De acordo com a MTV News, "Run the World" foi muito bem recebido pelos fãs de Beyoncé no twitter.

## Arte da capa
A arte da capa de "Run the World (Girls)" foi lançado no dia 20 de Abril de 2011, um dia antes do lançamento oficial da canção. Na capa, Beyoncé está em uma pose ousada de pé na areia, com o punho levantado para cima coberto de protetores de antebraço, usando um vestido amarelo com um corte no quadril e botas pretas de estilete. O jornal Los Angeles Times afirmou que a fotografia aponta para uma "zona de guerra pós-apocalíptico, usando um cocar de ouro elaborado e segurando uma bandeira vermelha com a letra 'B' em negrito". A foto foi tirada no dia 14 de Abril de 2011.
Tray Hova da revista Vibe elogiou a arte da capa do single, afirmando que Beyoncé parece "resplandecente como o inferno" na capa e ainda afirmou que "ninguém está reclamando sobre a temporada da Bey aqui". Becky Bain do website Idolator deu uma crítica negativa para a capa do single, descrevendo-o como "bastante decepcionante". Becky continuou afirmando que igual a capa a música "Run the World (Girls)" também o decepcionou, "Eu esperava algo mais do que apenas um corpo de Beyoncé". Becky também fez críticas negativas sobre o local onde o ensaio fotográfico foi realizado, declarando "Onde diabos ela está? Sob uma auto-estrada? Na praia?" no entanto, ela elogiou Beyoncé em sua escolha nas botas de estilete como "coisa séria".

## Videoclipe

### Desenvolvimento
O vídeo de "Run The World (Girls)" foi dirigido por Francis Lawrence. No dia 11 de maio de 2011 foi lançado o teaser do clipe com a duração de 1:06 no canal da Beyoncé no YouTube pela Vevo e em seu site oficial. O clipe seria lançado dia 13 de maio de 2011, mas pelo twitter da Vevo, foi informado que o lançamento foi adiado por tempo indefinido. No dia 16 de maio de 2011, a rádio Kiss FM confirmou que o lançamento do viodeoclipe de de Run The World seria no programa de TV "American Idol", na quarta-feira, dia 18 de maio de 2011, e posteriormente o clipe foi lançado oficialmente no site oficial da cantora e pelo "beyoncevevo".

### Sinopse

Uma das formas de como é mostrado o exército de Beyoncé.

O vídeo começa com Beyoncé montada em um cavalo preto em um campo deserto aberto. Beyoncé é vista dançando com a introdução da música em cima de um carro destruído que tem a palavra "Revolution" pintada com spray. Durante a introdução do vídeo, cenas de tumultos entre homens e mulheres são entrelaçadas. Num close-up, Beyoncé usa um cocá de ouro, antes de sair de zoom para revelar um exército feminino e um leão além de Beyoncé. Como um exército masculino, Beyoncé se aproxima, ela começa a cantar enquanto dança com o grupo de dança moçambicano Tofo Tofo. Depois aparece segurando duas hienas acorrentadas que também  são entrelaçados no decorrer do vídeo. Enquanto Beyoncé canta o refrão da música, ela fica na frente do carro pintado com spray, usando um vestido dourado metalizado e sapatos combinando. Quando o refrão começa, o carro explode, fazendo com que o exército de homens se assuste. Depois há cenas de Beyoncé vestindo um casaco preto, ela começa a dançar com o seu exército feminino enquanto usa o vestido amarelo que foi usado na capa do single, enquanto o exército do sexo masculino jogam bombas de fumaça nas mulheres, causando uma variedade de fumaça colorida que as rodeiam. Beyoncé é mostrada se contorcendo na areia sozinha, enquanto usa um traje preto com furos. Esta cena também é mostrada de cabeça para baixo como Knowles realiza alguns truques de vídeo. Posteriormente, Beyoncé começa a dançar com o seu exército feminino, desta vez com inúmeras outras mulheres na frente do exército dos homens. O vídeo termina com as mulheres se aproximando dos homens e saudando como um soldado. Beyoncé arranca um emblema do chefe masculino e coloca em si mesma.

### Recepção
Na noite de estréia do vídeo, Rap-Up elogiou Knowles em começar uma "revolução de dança" e, adicionalmente, com "visuais fortemente coreografados" e "mistura variada de animais silvestres, moda escandalosa, e sequências de danças épicas". Becky Bain de "Idolator" deu ao vídeo uma revisão mista, afirmando que embora não ser um "clip épico", mas contém coreografia que "que brigue com a de Single Ladies ", Bain ignorou o tema do vídeo,por que é difícil de entender.
A revista Entertainment Weekly publicou “Pode não ser o vídeo épico que todos esperavam, mas é com certeza o melhor vídeo de dança do ano. [...] Com todo o respeito por suas companheiras, mas ninguém faz como Beyoncé, seus passos bem marcados, divertidos, e excecutados com perfeição, coisa que em Britney Spears quase não se nota. E mesmo que Gaga tente, não consegue "segurar a barra" de sua parceira de crimes.” O jornal The New York Post ressaltou “O vídeo parece um photoshoot da Vogue. [...] Em outras palavras, a alta costura "é de morrer", assim como um dos pontos fortes de Beyoncé: a dança. Novos movimentos, formas e idéias dão ênfase na parte da música  ‘minha persuasão pode construir uma nação’, a tornando absolutamente verdade.”

## Performances ao vivo
A música foi apresentada ao vivo pela primeira vez em Chicago, dia 18 de maio de 2011, para o The Oprah Winfrey Show Finale, a apresentação conteve mais de 40 dançarinas.
Beyoncé aparece como uma professora e suas dançarinas como as alunas, entregando diplomas e tudo mais, Beyoncé canta atrás de um púlpito já a coreografia é feita, junto com suas dançarinas.
A canção também foi apresentada no Billboard Music Awards no dia 22 de maio de 2011. Junto ao telão branco,sendo alvo de um Projetor de Imagem Beyoncé performou a musica de forma futurística executando de forma perfeita seus movimentos sincronizados com a projeção na tela. Nesta premiação sua mãe Tina Knowles e seu sobrinho Julez filho de sua irmã Solange, entregou a ela o prêmio de Billboard Millennium Award. De forma emocionada Beyoncé agradeceu a todos principalmente as Destiny's Child e declarou amor ao seu marido Jay-Z.

## Recepção da crítica
| Críticas profissionais | Críticas profissionais |
| Avaliações da crítica  | Avaliações da crítica  |
| Fonte                  | Avaliação              |
| ---------------------- | ---------------------- |
| Rolling Stone          | [ 20 ]                 |
| About.com              | [ 21 ]                 |

Amos Barshad descreveu a música para a revista New York Magazine da seguinte forma "Run the World" é como "uma espécie de monstro - agressivo e intenso e totalmente comprometido". Ele também considerou a canção como "francamente eficaz" e muito declarativa para ser imediatamente familiar. Adam Rosenberg, da revista Rolling Stone comparou a canção com alaguns hinos "feministas" da cantora, como "Independent Women" e "Single Ladies", e encerrou a crítica dizendo que com Lady Gaga, Britney Spears, Katy Perry, Rihanna e Taylor Swift querendo o título de "Rainha do Pop", disse: "você pode apostar que B não está disposta a dividir o trono.", acabou dando três estrelas e meia para a canção. O site About.com deu 4.5 estrelas de 5. 
| “ | Run the World (Girls) se encaixa perfeitamente como uma progressão natural para a música dela que remonta ao trabalho clássico com Destiny's Child. | ” |

## Faixas e formatos
- Download digital[24]

1. "Run the World (Girls)" (Single Version) – 3:56

- Digital Remix Single[25]

1. "Run the World (Girls)" [Chris Lake Remix] – 6:24
2. "Run the World (Girls)" [Kito Remix] – 3:37
3. "Run the World (Girls)" [Billionaire Remix] – 5:19

## Prêmios
| Ano  | Prêmio                  | Nomeação                | Categoria                       | Resultado |
| ---- | ----------------------- | ----------------------- | ------------------------------- | --------- |
| 2011 | MTV Video Music Awards  | "Run the World (Girls)" | Best Cinematography in a Video  | Indicado  |
| 2011 | MTV Video Music Awards  | "Run the World (Girls)" | Best Choreography               | Venceu    |
| 2011 | MTV Video Music Awards  | "Run the World (Girls)" | Best Female Video               | Indicado  |
| 2011 | Teen Choice Awards      | "Run the World (Girls)" | Choice Music: R&B/Hip-Hop Track | Venceu    |
| 2011 | MTV Europe Music Awards | "Run the World (Girls)" | Best Video                      | Indicado  |
| 2011 | Soul Train Music Awards | "Run the World (Girls)" | Best Dance Performance          | Venceu    |
| 2012 | People's Choice Awards  | "Run the World (Girls)" | Favorite Music Video            | Indicado  |

### Precessão e sucessão
| Gráficos de sucessão                      | Gráficos de sucessão                                              | Gráficos de sucessão                             |
| ----------------------------------------- | ----------------------------------------------------------------- | ------------------------------------------------ |
| Precedido por "Bad Romance" por Lady Gaga | Best Choreography no MTV Video Music Awards 2011 — 2012           | Sucedido por "Turn Up the Music" por Chris Brown |
| Precedido por "OMG" por Usher             | Choice Music: R&B/Hip-Hop Track no Teen Choice Awards 2011 — 2012 | Sucedido por Indefinido                          |
| Precedido por "Ride" por Ciara            | Best Dance Performance no Soul Train Music Awards 2011 — 2012     | Sucedido por Indefinido                          |

## Desempenho nas paradas musicais
"Run the World" fez sua primeira aparição na Single Top 100 parada musical dos Países Baixos na posição de número sessenta no dia 23 de Abril de 2011. Com apenas três dias após a sua liberação para download digital o single estreou na UK Singles Chart no número 18 no dia 24 Abril de 2011. A estreia da música nos Estados Unidos foi no dia 28 de Abril de 2011, a música alcançou a posição de número 29 na Billboard Hot 100. Além disso, o single já foi registrado com mais de mais de 400 mil downloads desde seu lançamento no iTunes. No dia 21 de Abril de 2011, a música alcançou a posição de número 23 na parada de canções digitais. No rádio a canção estreou no número 65 na parada de canções de rádio com uma audiência de 18 milhões.